# Hystrix (mammifère)
Pour les articles homonymes, voir Hystrix.
Genre
Les Porcs-épics à crête (Hystrix) sont un genre de porcs-épics de la famille des Hystricidae. Ce genre comporte notamment le seul porc-épic présent en Europe : Hystrix cristata.

## Description
Le porc-épic à crête est un grand rongeur qui peut mesurer 85 cm de long et peser jusqu'à 25 kg.
Ses longs piquants creux lui servent d'armes défensives. Les piquants de la queue forment une crécelle. Lorsqu'il secoue la queue, les piquants s'entrechoquent et cliquettent.
C'est un animal nocturne qui passent le jour dans de profonds terriers qu'il a creusés dans un talus ou dans des crevasses rocheuses naturelles.

## Alimentation
Le porc-épic à crête mange des végétaux, principalement des racines, des tubercules et de l'écorce.

## Reproduction
La gestation dure environ quatre mois et donne naissance en général à deux ou trois petits.

## Répartition

Aire de répartition des hystrix dans les zones colorées en mauve, ocre et vert pâle

## Classification
Ce genre a été décrit pour la première fois en 1758 par le naturaliste suédois Carl von Linné (1707-1778).
« Hystrix » signifie hérissé, du grec ancien ὕστριξ, hystrix.
On distingue plusieurs sous-genres :

### Liste des sous-genres
Selon Mammal Species of the World (version 3, 2005)  (2 avril 2014) et ITIS (2 avril 2014) :
- sous-genre Hystrix (Acanthion) F. Cuvier, 1823
- sous-genre Hystrix (Hystrix) Linnaeus, 1758
- sous-genre Hystrix (Thecurus) Lyon, 1907

### Liste des espèces
Selon Mammal Species of the World (version 3, 2005)  (2 avril 2014) :
- sous-genre Hystrix (Acanthion)
  - Hystrix brachyura Linnaeus, 1758 — Porc-épic de Malaisie[1], Porc-épic chinois[6] ou Porc-épic himalayen[6]
  - Hystrix javanica (F. Cuvier, 1823)
- sous-genre Hystrix (Hystrix)
  - Hystrix africaeaustralis Peters, 1852 — Porc-épic du Cap[1], Porc-épic d'Afrique[6] ou Porc-épic d'Afrique du Sud[1]
  - Hystrix cristata Linnaeus, 1758 — Porc-épic à crête[1],[7], Porc-épic commun[6], Porc-épic d'Europe[6], Porc-épic du Nord de l'Afrique[8] ou plus simplement Porc-épic[6]
  - Hystrix indica Kerr, 1792 — Porc-épic indien[1],[6] ou Porc-épic à queue blanche (syn. Hystrix leucura Sykes, 1831)[1]
- sous-genre Hystrix (Thecurus)
  - Hystrix crassispinis (Günther, 1877) — Porc-épic de Bornéo[6], Porc-épic malais[6] ou Porc-épic de Malaisie[6]
  - Hystrix pumila (Günther, 1879) — Porc-épic d'Indonésie[6] ou Porc-épic des Philippines[6]
  - Hystrix sumatrae (Lyon, 1907) — Porc-épic de Sumatra[6]

Selon Paleobiology Database (2 avril 2014) :
- Hystrix africaeaustralis
- Hystrix arayanensis
- Hystrix cristata
- Hystrix depereti